# Guglielmo Vicario
Guglielmo Vicario (Údine, Itália, 7 de outubro de 1996) é um futebolista italiano que atua como goleiro, atualmente defende o Tottenham.

## Carreira no clube

### Início de carreira
Vicario nasceu em Udine, Itália. Onde passou pelas categorias de base de Donatello Calcio Udine, ASD Bearzi Calcio, ASD Cormor Calcio Amatori e ASD Ancona Udine antes de transferir-se para a Udinese em 2013. Na Udinese, ele foi, geralmente, o terceira reserva, atrás de Alex Meret e Simone Scuffet, e foi emprestado ao Fontanafredda, da Serie D, na temporada 2014/15 .

### Venezia
Vicario transferiu-se, por empréstimo, para o Venezia em 2015, que jogava a Série D Italiana. Em 5 de julho de 2016, após ajudar na promoção do clube, assinou um contrato permanente.
Reserva de Davide Facchin durante a maior parte da temporada, Vicario estreou na Lega Pro em 5 de março de 2017, na vitória fora de casa por 4 a 1 contra  o Teramo . Ele atuou em mais duas partidas antes da Venezia conquistar  sua promoção consecutiva.
Depois de passar a Série B de 2017-18 como segundo goleiro, sendo reserva para o Emil Audero, Vicario se tornou titular na temporada de 2018-19, onde ajudou a Venezia evitar o rebaixamento.

### Cagliari
Em 17 de julho de 2019, Vicario assinou um contrato de cinco anos com a Cagliari . Oito dias depois, ele foi emprestado ao Perugia por uma temporada.
Titular no Perugia, Vicario retornou ao Cagliari em 2020. Onde estreou na Série A, no dia 11 de abril de 2021, em uma derrota fora de casa por 1 a 0 para a Inter de Milão .

### Empoli
Em 2021, Vicario se juntou à Empoli, por empréstimo com opção de compra. Em 18 de junho de 2022, o Empoli exerceu a sua opção de compra.
Em 2023, Vicario realizou uma defesa tripla no jogo contra a Roma, mas não conseguiu evitar derrota, saiu de campo aplaudido pelo espectadores.

### Tottenham Hotspur
Em 27 de junho de 2023, Vicario foi anunciado no Tottenham Hotspur com um contrato de cinco anos. Vicario estreou pelo Tottenham no dia 13 de agosto, na primeira rodada da Premier League 2023/24, em um jogo fora de casa contra o Brentford. Ele  não sofreu gols em sua estreia e também na partida seguinte, onde o Tottenham venceu de 2-0 o  Manchester United.

## Carreira internacional
Em 17 de setembro de 2022, o técnico Roberto Mancini convocou Vicario para fazer parte do elenco da seleção italiana que disputaria Liga das Nações da UEFA contra Inglaterra e Hungria.

## Estatísticas de carreira

### Clube
- Atualizado até Em 3 de Setembro de 2023[18]

| Clube                | Temporada | Liga           | Liga  | Liga | Copas Nacionais | Copas Nacionais | Outros | Outros | Total | Total |
| Clube                | Temporada | Divisão        | Jogos | Gols | Jogos           | Gols            | Jogos  | Gols   | Jogos | Gols  |
| -------------------- | --------- | -------------- | ----- | ---- | --------------- | --------------- | ------ | ------ | ----- | ----- |
| Udinese              | 2013–14   | Serie A        | 0     | 0    | 0               | 0               | 0      | 0      | 0     | 0     |
| Fontanafredda (Emp.) | 2014–15   | Serie D        | 30    | 0    | —               | —               | —      | —      | 30    | 0     |
| Venezia              | 2015–16   | Serie D        | 36    | 0    | —               | —               | 2      | 0      | 38    | 0     |
| Venezia              | 2016–17   | Lega Pro       | 2     | 0    | —               | —               | 8      | 0      | 10    | 0     |
| Venezia              | 2017–18   | Serie B        | 7     | 0    | 0               | 0               | 0      | 0      | 7     | 0     |
| Venezia              | 2018–19   | Serie B        | 32    | 0    | 0               | 0               | 2      | 0      | 34    | 0     |
| Venezia              | Total     | Total          | 77    | 0    | 0               | 0               | 12     | 0      | 89    | 0     |
| Perugia (Emp.)       | 2019–20   | Serie B        | 35    | 0    | 2               | 0               | 2      | 0      | 39    | 0     |
| Cagliari             | 2020–21   | Serie A        | 4     | 0    | 3               | 0               | —      | —      | 7     | 0     |
| Empoli (Emp.)        | 2021–22   | Serie A        | 38    | 0    | 1               | 0               | —      | —      | 39    | 0     |
| Empoli               | 2022–23   | Serie A        | 31    | 0    | 1               | 0               | —      | —      | 32    | 0     |
| Empoli               | Total     | Total          | 69    | 0    | 2               | 0               | —      | —      | 71    | 0     |
| Tottenham Hotspur    | 2023–24   | Premier League | 4     | 0    | 0               | 0               | —      | —      | 4     | 0     |
| Total                | Total     | Total          | 219   | 0    | 7               | 0               | 14     | 0      | 240   | 0     |

1. ↑  Incluindo Coppa Italia
2. ↑  Jogos na Serie D Scudetto Dilettanti
3. ↑  Seven Jogos na Coppa Italia Lega Pro, um jogo na Supercoppa di Lega Pro
4. 1 2  Jogos na repescagem da Serie B

## Honras

##### Venezia
- Série C / Série C1 : 2016–17
- Coppa Itália Lega Pro : 2016–17

##### Tottenham
- Liga Europa da UEFA: 2024–25

Itália
- Terceiro lugar da Liga das Nações da UEFA : 2022–23